# باب النصر (حلب)

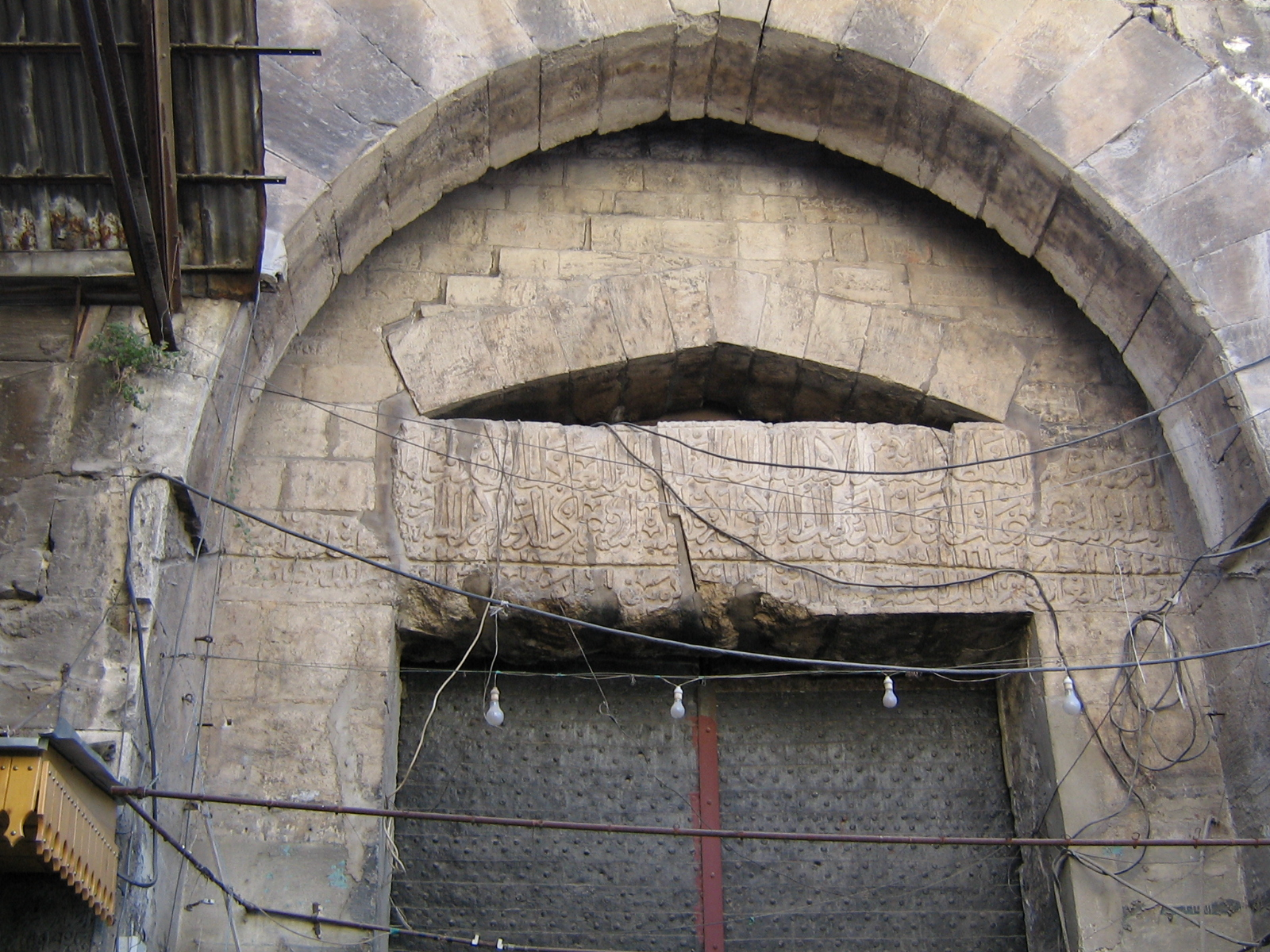
باب النصر

باب النصر هو باب من أبواب مدينة حلب وكان يعرف قديما بباب اليهود لأن محال اليهود من داخله ومقابرهم من خارجه فاستقبح الملك الظاهر غازي وقوع هذا الاسم عليه فسماه باب النصر (كما ذكر في كتاب نهر الذهب للشيخ الغزي) بعد أن قام بهدمه وبناءه من جديد.

## أقسام الباب
يشتمل الباب على ثلاثة أبواب
- هدم الأول منها مع فتح جادة الخندق عام 133 هجري.
- أما الباب المتوسط فهو قائم إلى الآن لكنه محجوب عن النظر إذ تستخدم فتحته حانوتا لبيع المغربية والمرطبات ويغطي أعلاه سقف الحانوت وقد اسود السقف من دخان الطبخ، وفي الساحة أمامه تقوم المكتبات والمطابع، ومنه يخرج إلى حي البندرة، وسوق الخابية، والفرافرة.[1][2]

## معالم حول الباب
يقوم سوق باب النصر حول مكان توضع الباب حيث توجد بجانبه قيسارية الملقية، وما يزال إلى الآن فيها أنوال، وتباع في حوانيتها الجلود والغزل
وقد ذكر الغزي في كتابه نهر الذهب حدود حي باب النصر وما فيه من آثار:
- جنوبا حارة الفرافرة، وشرقا شاهين بك، وشمالا جادة الخندق، وغربا سويقة علي وبندرة الإسلام،
- وفيه المدرسة الرضائية المعروفة بالعثمانية وهي جامع، أنشأها عثمان باشا عام 1143 هجري،
- وجامع المهمندار المعروف بجامع القاضي تجاه المحكمة الشرعية أنشأه حسن ابن المهمندار في أواسط القرن السابع الهجري وكان منزله سابقا ووقف له دكاكين بجواره ماتزال موجودة إلى الآن وذلك للإنفاق عليه .....وأقام له مئذنة عظيمة هي الفريدة من نوعها في تاريخ بناء المآذن بالعالم الإسلامي تعتمد الأشكال الأسطوانية ويقال أنه استحضر لها من أشرف على بنائها من سمرقند وقد تعرضت لزلزال ضرب مدينة حلب فتصدعت مما دعا المشرفين على المسجد إلى إعادة فكها وتركيبها...... وقد اختارها المهندسون المشرفون على بناء فندق المرديان بحلب (سابقا) شهباء الشام حاليا لتكون في وسط البهو الرئيسي للفندق حيث تم استنساخ نموذج عنها كونها أحد معالم البناء الفريدة بحلب وقد كتب على لوحة جدارية محفورة بجانب المسجد بناء على طلب حسن مهمندار أنه ملعون ابن ملعون من يتعاطى التصوير قرب المسجد حيث اعتبر في حينه كتحفة في عصره وفي السياق فيما يذكر عن حسن بن المهنمندار أنه كان رجل تقي وزاهد فقد حدثني أنا العبد الفقير إلى الله محمد عبد القادر مهمندار أمام مسجد المهمندار أنه لم تكن تقام صلاة الفجر في المسجد كونه يقع في سوق وأنه لم يكن يؤذن للصلاة فيه إلى أن حضر لذلك الإمام في منامه منشئ المسجد وسأله لماذا لا ترفع آذان الفجر بالجامع فقال له أنه كان يفعل ذلك إلا أنه لم يكن يحضر أحد فجاوبه ألا يكفيك الأجر (أجر رفع الأذان) ومن يومها أصبح يفتح لصلاة الفجر ويصلى فيه،
- والمدرسة القرناصية وكانت جامعا بناه بكتمر القرناصي الحلبي عام 77 هجري،
- بالإضافة إلى مسجد عمري وقسطل الناصري وقسطل الجورة يعود إلى أيام الملك الظاهر غازي، وقهوة العجيمي، وقهوة السياس، ومصبغتان، وفيه حمام الزمر، وهناك دار مجاورة لقسطل الناصري من آثار السلطان صلاح الدين الأيوبي.[1][2]